# Andrzej Trzecieski

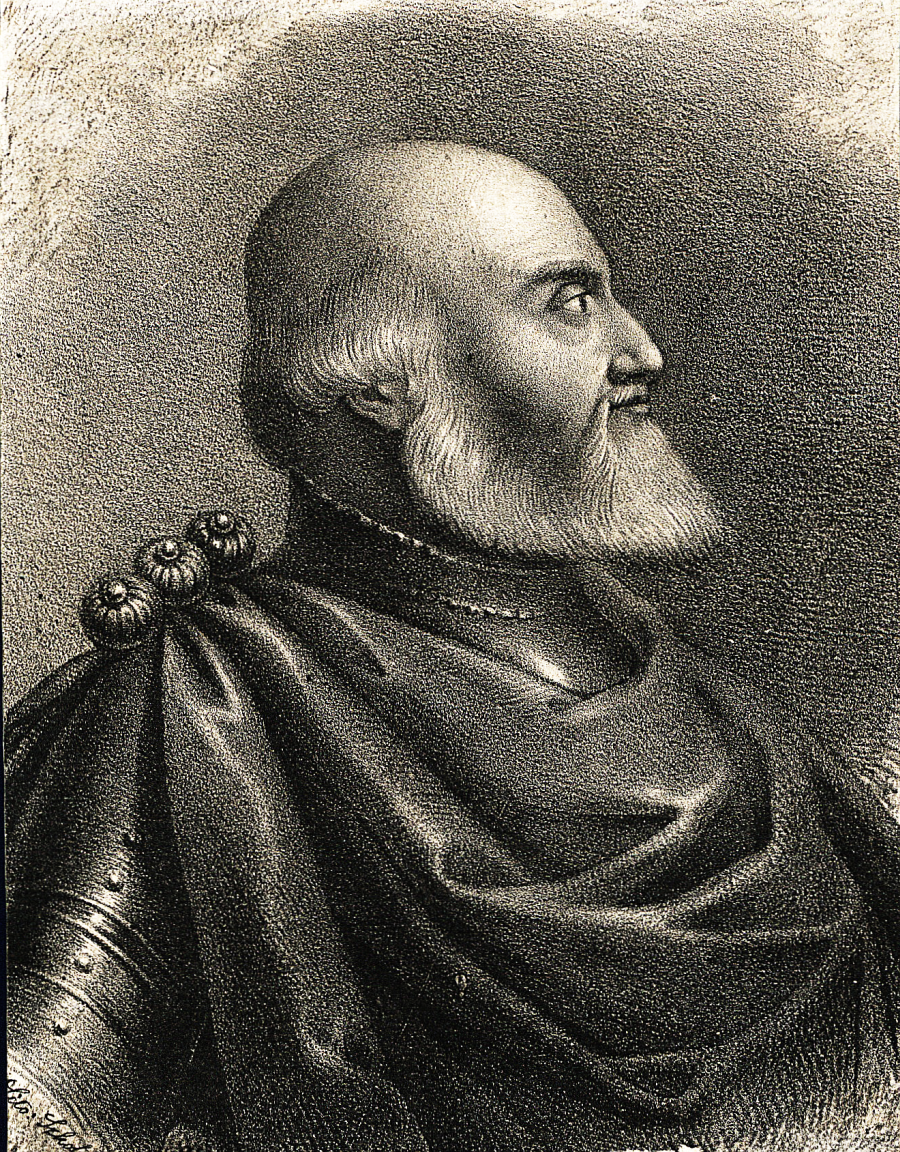
Andrzej Trzecieski

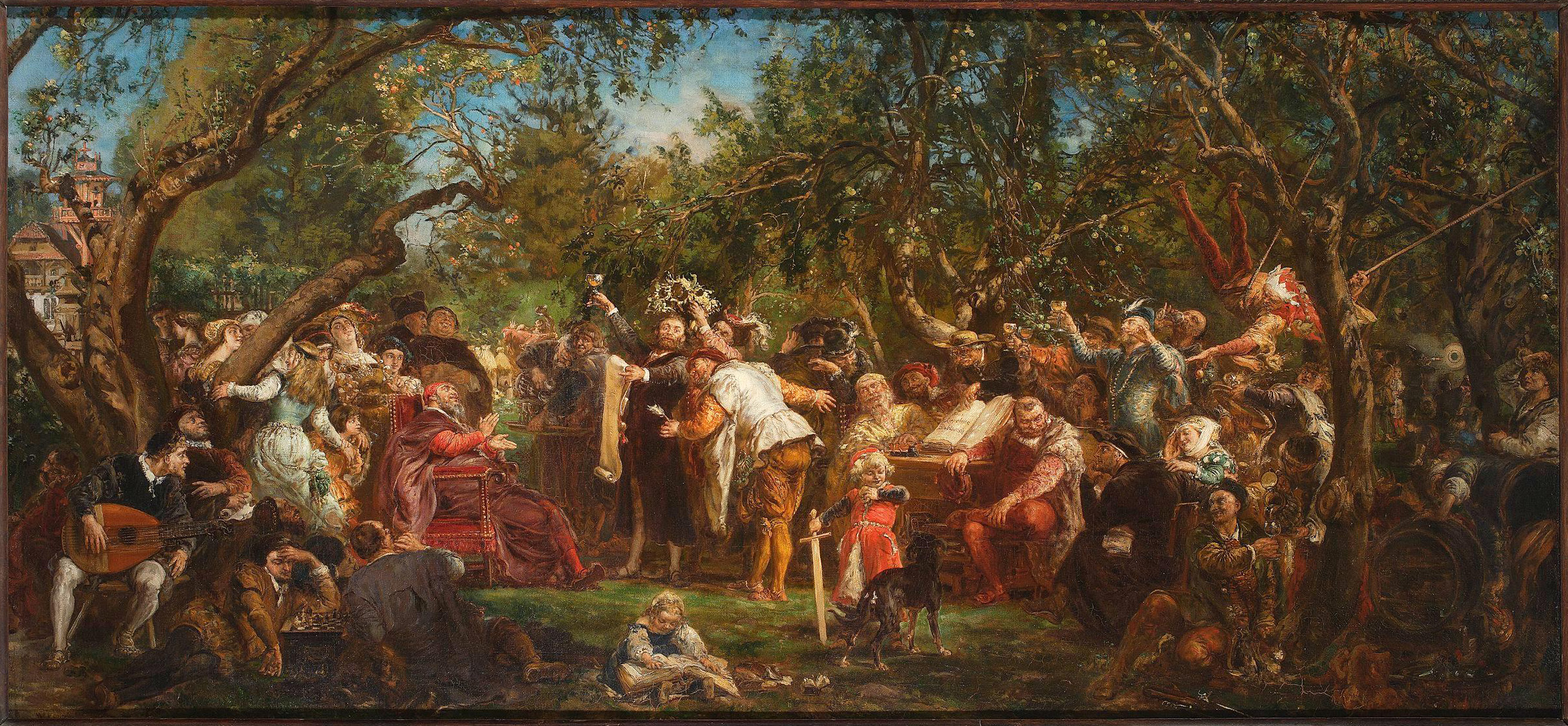
Jan Matejko Rzeczpospolita Babińska, 1881, Muzeum Narodowe w Warszawie, na obrazie Stanisław Pszonka w koronie ze słoneczników, arcybiskup gnieźnieński Mikołaj Dzierzgowski siedzi w fotelu, poeta i sekretarz królewski Andrzej Trzecieski z piórem w ręku obok Pszonki, wojewoda lubelski Piotr Firlej siedzi przy stoliku, Andrzej Frycz Modrzewski siedzi obok Firleja, Piotr Kaszowski w słomianym kapeluszu, Mikołaj Rej wsparty o stolik, ksiądz i pisarz Stanisław Orzechowski rozmawia z Rejem, jego żona Magdalena Chełmska huśta się obok, lutnista królewski Valentin Bakfark i lekarz-filozof Sebastian Petrycy siedzą na lewo pod drzewem, Jan Kochanowski z kronikarzem Marcinem Bielskim grają w szachy, heraldyk Bartosz Paprocki siedzi roześmiany za grającymi w szachy, ze wzniesionymi kielichami stoją magnaci: Jan Łaski, Mikołaj Oleśnicki i stolnik sandomierski Stanisław Lupa Podlodowski

Andrzej Trzecieski inne formy nazwiska: Trecesius, Trzycieski, Tricesius, pseud.: A. T., ATri., And. Trzy., Christianus Liberius, Eusebius Eleuteropolita, Gibbor Scheloschach, P.C. Sarmata, Prudentius Cachinus, Verax Luceoriensis, Vilirius Musaeus Hyporeades, T.A., Alitophilus Calliander Sarmata(?), Callopius(?), Nicolaus Musculus(?), (ur. przed 1530 na Podgórzu lub w samym Krakowie, zm. 1584) – polski działacz reformacyjny, pisarz, poeta, wydawca i tłumacz (jeden z autorów przekładu Biblii brzeskiej). W 1603 roku jako autor trafił do pierwszego polskiego Indeksu Ksiąg Zakazanych, powstałego z inicjatywy biskupa Bernarda Maciejowskiego.
Uwieczniony na obrazie Jana Matejki pt. Rzeczpospolita Babińska.

## Życiorys
Pochodził z rodziny szlacheckiej. Był synem Andrzeja, działacza reformacyjnego, i matki nieznanej z nazwiska. Nauki początkowe pobierał w domu swego uczonego ojca. Prawdopodobnie studiował w Akademii Krakowskiej. Potem wyjechał za granicę Polski. Zwiedził Niemcy, gdzie w sierpniu roku 1544 immatrykulował się na uniwersytecie w Wittenberdze. Podczas studiów zapoznał się z ideami reformacji. Odbył wiele podróży: do Anglii, Francji, Włoch i Hiszpanii. Po powrocie do Polski, w roku 1547, otrzymał polecenie dostarczania książek do biblioteki królewskiej. Zajmował się nim także za panowania Zygmunta Augusta. W związku z tą funkcją prawdopodobnie jeszcze kilkukrotnie wyjeżdżał za granicę. Był gorliwym protestantem. Uczestniczył w pierwszym publicznym nabożeństwie innowierczym 25 listopada roku 1550 w Pińczowie. Pomagał Franciszkowi Stankarowi w jego ucieczce z Lipowca. Wkrótce związał się z Radziwiłłami, a zwłaszcza (w latach 1553–1565) z księciem Mikołajem Radziwiłłem Czarnym (służąc mu w Brześciu i Wilnie, deklarując się ostatecznie jako kalwin) – wówczas najaktywniejszym protektorem kalwinizmu i unitarianizmu na Litwie.
W roku 1556 brał udział w synodach w Koźminku i Seceminie, po czym wyjechał do Królewca, gdzie nawiązał bliższe stosunki z P. Wergeriuszem. Prawdopodobnie w tym samym roku (1556), immatrykulował się na uniwersytecie w Lipsku. Służył też w Krakowie na dworze królów: Zygmunta II Augusta (1557), Stefana Batorego, a w 1574 był sekretarzem królewskim Henryka Walezego. W maju roku 1560 uczestniczył w synodzie pińczowskim, a we wrześniu w Książu. W roku 1564 wyjechał wraz z Jerzym Jazłowieckim z kilkunastomiesięcznym poselstwem do Turcji, gdzie przebywał do roku 1565. Na sejm lubelski (1569) przybył w orszaku królewskim (według H. Łopacińskiego). Wspierał kandydaturę magnata czeskiego Wilhelma z Rožemberku, jeżdżąc w latach 1574–1575 do Czech z listami od Piotra Zborowskiego. Przywilejem z 14 lipca 1578 otrzymał od Stefana Batorego roczną pensję. Był w bliskich kontaktach z wielu osobistościami XVI wieku, m.in.: Justusem Ludwikiem Decjuszem, Andrzejem Fryczem Modrzewskim, Mikołajem Rejem, Janem Kochanowskim, Jakubem Przyłuskim, Stanisławem Orzechowskim i Piotrem Roizjuszem. Korespondował z Janem Kalwinem. Data dzienna jego śmierci jest nieznana.

## Twórczość
Jako filolog, biegle znający język hebrajski i język grecki, został włączony do zespołu tłumaczy, przygotowujących w Pińczowie kalwińską Biblię Brzeską pod patronatem księcia Radziwiłła Czarnego. Napisał w językach polskim i łacińskim wiele pieśni, wierszowanej publicystyki, elegii, epigramatów a także pieśni religijnych (np. Ach, mój niebieski Panie, Jezu Kryste, Boże Wieczny), które weszły w skład wielu kancjonałów kalwińskich.
Zasłynął jako autor napisu na grobie Jana Łaskiego w kościele w Pińczowie: "Tu leży Łaski; razem z nim złożono by tu i pobożność, gdyby i ona mogła kiedyś umrzeć." oraz pieśni żałobnej: Epicedion Jana Łaskiego, przesławnego męża. Trzecieski podpisany jest jako autor biografii Reja pt. Żywot i sprawy poćciwego szlachcica polskiego Mikołaja Reja z Nagłowic, zawartej w Źwierciadle. Nie jest to jednak pewne autorstwo i część badaczy stawia hipotezę, że autorem biografii mógł być sam Rej.

### Dzieła
- In diem natalem Christi Liberatoris nostri elegia, Kraków 1547, drukarnia M. Szarffenberg (utwór zaginiony)
- Elegia łac. na śmierć Zygmunta I, wyd. Kraków 1548, drukarnia M. Szarffenberg; wiadomość podał J.D.A. Janocki Janociana, t. 1, Warszawa 1776, s. 274-275
- Powszechna spowiedź... (Inc.: Ach, mój niebieski Panie...), Kraków 1549, drukarnia H. Wietor (z nutami Wacława z Szamotuł); inne wyd.: Kraków (najwcześniej 1550), drukarnia Łazarz Andrysowic; przedr.: K.W. Wójcicki Zarysy domowe, t. 4, Warszawa 1842, s. 198–201; "Andrzej Trzycieski", Przyjaciel Ludu 1842, nr 31; M. Wiszniewski Historia literatury polskiej, t. 6, Kraków 1844, s. 457–458; w podobiźnie: K.W. Wójcicki Biblioteka starożytna pisarzy polskich, t. 3, Warszawa 1843; także wyd. 2 Warszawa 1854; A. Jocher Obraz bibliograficzno-historyczny literatury i nauk w Polsce, t. 3, Wilno 1857, s. 229–231; K. Mecherzyński "O poezjach...", Ateneum 1876, t. 3, s. 358–360, 366; fragm. (z nutami) H. Opieński La Musique polonaise, Paryż 1918, Supplément musical; K. Braniewski Motety i pieśni kościelne, Poznań 1929; Śpiewnik Kościoła ewangelicko-augsburskiego w Polskiej Rzeczypospolitej Ludowej, Warszawa 1954, nr 284; według edycji Łazarza Andrysowica wyd. krytyczne (z nutami) Z.M. Szweykowski, S. Wiechowicz w: Wacław z Szamotuł "Pieśni na 4-głosowy chór a cappella", Warszawa 1956, Wydawnictwo Dawnej Muzyki Polskiej nr 28
- Oratio Dominica. To jest Modlitwa Pańska... A k niej jest przydane Wyznanie wiary krześcijańskiej, brak miejsca i roku wydania (prawdopodobnie Kraków około 1556, 2 odmienne edycje z nutami Cypriana Bazylika); egz. w kancjonale składanym Biblioteki Czartoryskich, sygn. 1618/I; egz. edycji odmiennej: Biblioteka Narodowa, sygn. XVI. O. 245 (zob. Utwory o autorstwie niepewnym)
- Modlitwa, gdy dziatki spać idą, Kraków (po roku 1550), drukarnia Łazarz Andrysowic (z nutami Wacława z Szamotuł); przedr. "Andrzej Trzycieski", Przyjaciel Ludu 1842, nr 31; M. Wiszniewski Historia literatury polskiej, t. 6, Kraków 1844, s. 466; A. Jocher Obraz bibliograficzno-historyczny literatury i nauk w Polsce, t. 3, Wilno 1857, s. 234; K. Mecherzyński "O poezjach...", Ateneum 1876, t. 3, s. 356–357; przerys K. Przyborowska, Warszawa 1880[3]; A. Poliński Echo Muzyczne i Teatralne 1881; fragm. (z nutami) H. Opieński La Musique polonaise, Paryż 1918, Supplément musical; W. Gieburowski Cantica selecta, Poznań 1928; według przerysu K. Przyborowskiej wyd. (z nutami) Z.M. Szweykowski, S. Wiechowicz w: Wacław z Szamotuł "Pieśni na 4-głosowy chór a cappella", Warszawa 1956, Wydawnictwo Dawnej Muzyki Polskiej nr 28, (zob. także Pieśni i modlitwy...)
- Pieśń nowa o krewkości wielkiej każdego człowieka, Kraków (około 1556), drukarnia Łazarz Andrysowic (z nutami); wyd. następne: Kraków (nie wcześniej niż 1557), drukarnia M. Siebeneicher; przedr. H. Gaertner Ze studiów nad językiem polskim w XVI wieku, Lublin 1925, s. 75-76
- De Sacrosancti Evangelii in ditione Regis Poloniae, post revelatum Antichristum, origine, progressu, et incremento elegia, wyd. przy: P. Wergerius Duae epistolae. Altera Aloysii Lipomani ad Nicolaum Radivilum... Altera vero... Radivili ad episcopum et legatum illum, Królewiec 1556, drukarnia J. Daubmann; wyd. osobne, Królewiec 1556; przedr.: fragmenty D. Gerdesius Scrinium antiquarium sive Miscellanea Groningana nova, t. 3, cz. 2, Groninga 1753, s. 355–376; J. Bukowski Dzieje reformacji w Polsce, t. 1, Kraków 1883, s. 688-699
- De Lipomani ingressu et progressu in Polonia. Carmen ad studiosos veritatis, brak miejsca wydania 1557 (utwór zaginiony)
- Modlitwa albo pieśń gdy rano dziatki wstaną..., wyd. w: J. Zaremba Pieśni chwał boskich, Brześć 1558; przedr. M. Wiszniewski Historia literatury polskiej, t. 6, Kraków 1844, s. 462–463; fragm. K. Mecherzyński "O poezjach...", Ateneum 1876, t. 3, s. 362, (zob. także Pieśni i modlitwy)
- Nabożna piosnka a obiecna modlitwa człowieka krześcijańskiego do Syna Bożego, Kraków 1558, drukarnia M. Siebeneicher; egz. w Kancjonale Zamoyskich, Biblioteka Narodowa, sygn. XVI. O. 283.
- Da pacem Domine in diebus nostris (utwór polski), wyd. przy: Pieśń o żywocie krześciańskim..., Kraków (około 1558), drukarnia M. Siebeneicher; zob. także: Pieśni i modlitwy, Utwory o autorstwie niepewnym
- Pieśni i modlitwy: a) Alia benedictio Mensae; b) Druga pieśń po północy; c) Dziękowanie po jedzeniu; d) Dziękowanie po stole; e) Gratiarum actio post mensam; f) Modlitwa albo pieśń, gdy rano dziatki wstaną; g) Modlitwa, gdy dziatki spać idą; h) Modlitwa za zbór chrześciański; i) Oratio pro Ecclesia et felici cursu Evangelii; j) Oratio pro Republica et rege; k) Pieśń Andrzeja Trzecieskiego; l) Pieśń, gdy słońce zachodzi; ł) Pieśń idąc spać; m) Pieśń na północy; n) Pieśń ranna, gdy słońce wschodzi; o) Przeżegnanie stołu, wyd. J. Seklucjan w kancjonale Pieśni chrześciańskie dawniejsze i nowe, Królewiec 1559, drukarnia J. Daubmann; wyd. osobne i przedr. pojedynczych pieśni zob.: Modlitwa, gdy dziatki spać idą, Modlitwa albo pieśń gdy rano dziatki wstaną...; inne wyd. w kancjonałach – przedr. pieśni polskich w całości i fragm.: H. Juszyński Dykcjonarz poetów polskich, t. 2, Kraków 1820, s. 273–274; "Andrzej Trzycieski", Przyjaciel Ludu 1842, nr 32; M. Wiszniewski Historia literatury polskiej, t. 6, Kraków 1844, s. 455–466; K. Mecherzyński "O poezjach...", Ateneum 1876, t. 3, s. 358–360, 366; J. Sokołowska "Poeci renesansu. Antologia", Warszawa 1959, Biblioteka Poezji i Prozy; Oratio pro Republica et rege przedr. I. Chrzanowski, S. Kot Humanizm i reformacja w Polsce, Lwów 1927; przekł. polski Oratio: J. Lubelczyk, wyd. J. Seklucjan w kancjonale Pieśni chrześciańskie dawniejsze i nowe, Królewiec 1559; przedr. przekładu: M. Wiszniewski Historia literatury polskiej, t. 6, Kraków 1844, s. 503; S. Łempicki "Pierwszy nasz hymn państwowy", Gazeta Lwowska 1928, nr 83; A. Lubik Filomata 1930, l. XV; Dziękowanie po jedzeniu wyd. (z nutami Wacława z Szamotuł) Z.M. Szweykowski, S. Wiechowicz w: Wacław z Szamotuł "Pieśni na 4-głosowy chór a cappella", Warszawa 1956, Wydawnictwo Dawnej Muzyki Polskiej nr 28
- Pieśni i modlitwy: a) Alia benedictio mensae; b) Gratiarum actio post mensam; c) Pieśń czasu zachodu słońca; d) Pieśń na północy; e) Pieśń na północy (inna wersja); f) Pieśń wieczorna; g) Piosnka, gdy już słońce wznidzie; h) Piosnka, gdy poczyna świtać; i) Temporibus nostris da Rex mitissime pacem (przekł. tekstu polskiego), wyd. B. Groicki w kancjonale: Pieśni duchowne..., Kraków 1559; wyd. osobne i przedr. pojedynczych pieśni zob.: Modlitwa, gdy dziatki spać idą, Modlitwa albo pieśń gdy rano dziatki wstaną..., Da pacem Domine in diebus nostris; unikat Pieśni duchownych zniszczony w Dzikowie; pieśni A. Trzecieskiego przedrukowywano wielokrotnie także w kancjonałach: P. Artomiusa, K. Kraińskiego, I. Oliwińskiego (1558, zaginiony), J. Seklucjana, J. Zaremby i w anonimowych drukach
- Joannis a Lasco viri clarissimi epicedion, Pińczów 1560, drukarnia Daniel z Łęczycy, unikat: Biblioteka Uniwersytetu Wrocławskiego, zaginiony
- Ad Illustrissimum Principem Joannem Albertum... carmen, Kraków 1564, drukarnia M. Wirzbięta, unikat: Biblioteka Zamoyskich, sygn. 6162, zniszczony w 1944
- Wyprawa armaty tureckiej, którą widział gotową na morze w Konstantynopolu..., 1564; rękopis pt. Sprawy niektóre stanowienia pokoju..., Biblioteka Uniwersytetu Warszawskiego, nr 31/3, zniszczony w latach 1939–1944; fragm. w rękopisie J. Krókowskiego; zob. Wydania zbiorowe.
- Diarius expeditionis Tunetanae, rękopis(?), wiadomość podał A. Trzecieski w wierszu Ad Albertum Lascum, wyd. w: Epigrammatum liber II 75...; por. K. Mecherzyński "O poezjach...", Ateneum 1876, t. 3, s. 335
- Epigrammatum liber I–II, Kraków 1565, drukarnia Łazarz Andrysowic; wyd. następne księgi II, Kraków 1567, drukarnia Łazarz Andrysowic; pojedyncze utwory przeł. na język polski K. Mecherzyński "O poezjach...", Ateneum 1876, t. 3, passim.
- Ad... Sigismundum Augustum carmen paraeneticum, Kraków 1566, drukarnia Łazarz Andrysowic; unikat: Biblioteka Kórnicka, sygn. Cim. F. 4090, zaginiony
- Sylvarum liber primus-secundus, Kraków 1568, drukarnia S. Szarffenberg; Sylvarum liber tertius, wyd. Kraków (1575), drukarnia M. Wirzbięta (tu także Carmina quaedam...); pojedyncze utwory przeł. na język polski K. Mecherzyński "O poezjach...", Ateneum 1876, t. 3, s. 358–360, 366 – Sylva secunda de obitu Venceslai Samotulini... Threnodia – przedr. A. Chybiński "Wacław z Szamotuł", Kwartalnik Muzyczny 1948, zeszyt 24, s. 129-131
- Joannis Makovecii... carmen Epitaphion, powst. 1569, ogł. S.Z. Sierpiński Obraz miasta Lublina, Warszawa 1839; także wyd. 2 pt. Historyczny obraz miasta Lublina, Warszawa 1843, s. 76
- Pieśń statecznej krześciańskiej paniej, wyd. przy: M. Chrysztoporski Niniwe miasto wykonterfetowane, Kraków 1572, drukarnia M. Wirzbięta (z akrostychem: Reinie Bużeńskiej, podskarbinej ziemskiej); przedr.: K.W. Wójcicki Zarysy domowe, t. 4, Warszawa 1842, s. 208–211; M. Wiszniewski Historia literatury polskiej, t. 6, Kraków 1844, s. 460–461; K. Mecherzyński "O poezjach...", Ateneum 1876, t. 3, s. 362–363; egz. Biblioteka Jagiellońska, sygn. Q. 4888.
- Sigismundus Augustus, wyd. w: K. Janicki Vitae regum Polonorum, Kraków (1573), drukarnia S. Szarffenberg
- Mnemosynon... s. theologiae doctoris d. Martini Chemnitii, powst. 19 czerwca 1573, ogł. z rękopisu Biblioteki w Wolfenbüttel, T. Wotschke: "Erasmus Glitzner", Aus Posens Kirchlicher Vergangenheit, 1917/1918, s. 5-6
- Carmina quaedam gratulatoria de foelici in Polonia adventu Henrici Valesii..., Kraków 1574, drukarnia M. Siebeneicher; według Estreichera odbitka wierszy łacińskich zamieszczonych w: J. Zawadzki Henrici Valesii ingressum Cracoviam..., Kraków 1574; przedr. tych utworów zob.: Sylvarum liber tertius, Kraków (1575)
- Joannes VI Latalicius Polonus; Petrus III Gamratus Polonus; Nicolaus III Dziergovius Polonus; Joannes VII Przerembius Polonus; Jacobus III Uchianus Polonus w: J. Janicki Vitae archiepiscoporum gnesnensium, Kraków 1574, drukarnia S. Szarffenberg; 3 epigramy przedr. B. Paprocki Herby rycerstwa polskiego, Kraków 1584, s. 117, 238, 461; wszystkie (jako utwory K. Janickiego) K. Niesiecki Korona polska, t. 4, Lwów 1743, s. 318
- Epithalamium... Petri Buzinii..., Kraków 1580, drukarnia Łazarz Andrysowic; egz. Biblioteka Jagiellońska, sygn. Cim. Qu. 4463.
- Mnemosynon Bartholomaeo Sachmano, patricio Gedanensi (6-wersowy epigram), dat. w Krakowie 10 października 1580, ogł. O. Günther "Westpreussische Stammbücher der Danziger Stadtbibliothek. 2. Das Stammbuch des B. Schachmann 1580-1585", Mitteilungen d. Westpreussischen Geschichtsvereins, t. 6 (1907), s. 47; autograf: Biblioteka Gdańska PAN, rękopis nr 2501
- Triumphus moscoviticus... Stephani I..., Kraków 1582, drukarnia Łazarz Andrysowic
- Threnodia in funere... Joannis Cochanovii..., wyd. przy: S.F. Klonowic Żale nagrobne..., Kraków 1585; także z rękopisu Ż. Paulego ogłosił R. Löwenfeld "A. Trzycieskiego wiersz na śmierć Jana Kochanowskiego", Ateneum 1883, t. 1 (z przekł. polskim)
- Trenodia na śmierć Wacława z Szamotuł, pierwszego spośród muzyków Królestwa Polskiego
- liczne wiersze pochwalne i zalecające pisał A. Trzecieski z okazji wydawania dzieł przyjaciół i znajomych, m.in.: C. Bazylika, M. Białobrzeskiego, J. Bielskiego, M. Bielskiego, M. Chrysztoporskiego, M. Gomółki, J. Górskiego, B. Groickiego, K. Kobylińskiego, S. Maryckiego, J. Mączyńskiego, A.P. Nideckiego, S. Orzechowskiego, J. Przyłuskiego, M. Reja, A. Schroetera, J.D. Solikowskiego, M. Stryjkowskiego, K. Warszewickiego i J. Zawadzkiego.

### Przekłady
- Psalm pierwszy:... Błogosławiony człowiek, co się tak sprawuje, Kraków (po roku 1550, około 1556), drukarnia Łazarz Andrysowic; także Kraków brak roku wydania, drukarnia M. Siebeneicher; przedr.: M. Wiszniewski Historia literatury polskiej, t. 6, Kraków 1844, s. 468; A. Jocher Obraz bibliograficzno-historyczny literatury i nauk w Polsce, t. 3, Wilno 1857, s. 217; K.W. Wójcicki Zarysy domowe, t. 4, Warszawa 1842, s. 202–203; "Andrzej Trzycieski", Przyjaciel Ludu 1842, nr 31; K. Mecherzyński "O poezjach...", Ateneum 1876, t. 3, s. 355–356; wyd. krytyczne (z nutami Wacława z Szamotuł); Z.M. Szweykowski, S. Wiechowicz w: Wacław z Szamotuł "Pieśni na 4-głosowy chór a cappella", Warszawa 1956, Wydawnictwo Dawnej Muzyki Polskiej nr 28; egz. edycji Ł. Andrysowica w Kancjonale puławskim, Biblioteka Czartoryskich, sygn. 1631/I; egz. edycji M. Siebeneichera w Kancjonale Zamoyskich, Biblioteka Narodowa, sygn. XVI. O. 285.
- Psalm XIIII:... I któż będzie przemieszkiwał..., Kraków (około 1556), drukarnia Łazarz Andrysowic (z nutami Wacława z Szamotuł), przedr.: K.W. Wójcicki Zarysy domowe, t. 4, Warszawa 1842, s. 204–205, 217–218; "Andrzej Trzycieski", Przyjaciel Ludu 1842, nr 31; M. Wiszniewski Historia literatury polskiej, t. 6, Kraków 1844, s. 469; S. Dobrzycki "Ze studiów nad Kochanowskim", Poznańskie Towarzystwo Przyjaciół Nauk, Prace Komisji Filologicznej, t. 4 (1930) i odb., Poznań 1929; egz. Biblioteki Krasińskich, zniszczony w 1944
- Psalm 67: Błogosław nam, Panie..., powst. około 1563, wyd. w: (Katechizm nieświeski), Nieśwież 1563 (egz. w Uppsali bez karty tytułowej); przedr. zobacz S. Bąk: A. Trzecieskiego "Psalm 67", Rozprawy Komisji Językowej Wrocławskiego Towarzystwa Naukowego, t. 2 (1959); wydane według współczesnej kopii w rękopisie Jana Osmólskiego (z odmiankami tekstu), A. Brückner "Źródła do dziejów literatury i oświaty w Polsce. VI. Wiersze zbieranej drużyny", Biblioteka Warszawska 1893, t. 4; T. Wierzbowski "Trzy pieśni polskie z wieku XVI", Prace Filologiczne, t. 5 (1899), s. 107; S. Dobrzycki "Ze studiów nad Kochanowskim", Poznańskie Towarzystwo Przyjaciół Nauk, Prace Komisji Filologicznej, t. 4 (1930), Poznań 1929, s. 65-66
- Gregorii Nazianzeni carmen... latinis versibus paraphrastice redditum (1565), ogł. J. Krókowski, Eos 1932/1933.

### Prace edytorskie
- S. Orzechowski Panegyricus nuptiarum Sigismundi Augusti regis Poloniae. Priore correctior et longe locupletior, Kraków 1553, drukarnia Łazarz Andrysowic.

### Wydania zbiorowe
- Dzieła wszystkie
  - T. 1: Carmina. Wiersze łacińskie, oprac., przełożył i wstępem poprzedził J. Krókowski, Wrocław 1958, BPP, seria B, nr 8; tu: wyd. krytyczne wszystkich znanych utworów łacińskich o autorstwie pewnym i niepewnym: korespondencja A. Trzecieskiego starszego (ojca) i A. Trzecieskiego młodszego (syna); materiały do biografii rodziny Trzecieskich; wiersze i sądy współczesnych o A. Trzecieskim; synoptyczny przekł. polski (prozą) utworów łacińskich.
  - T. 2: Pisma polskie, cz. 1: Wstęp, teksty, objaśnienia, indeks wyrazów i form; oprac. S. Bąk; oprac. muzykologiczne Z.M. Szweykowski; także cz. 2: Reprodukcje fotograficzne, Wrocław 1961, BPP, seria B, nr 9; tu: wyd. krytyczne wszystkich znanych utworów polskich o autorstwie pewnym i niepewnym; przedruk kwitów dłużnych (zob. Listy i materiały); transkrypcja nut.

### Listy i materiały
- Do J. Camerariusa, dat. w Krakowie 9 kwietnia 1550, ogł. T. Wotschke "Der Briefwechsel der Schweizer mit den Polen", Archiv f. Reformationsgeschichte, Ergänzungsband 3 (1908), s. 421-422
- Listy do margrabiego Albrechta Hohenzollerna z lat 1555–1556, znajdowały się w Archiwum Królewieckim; zob. L. Kolankowski "Z Archiwum Królewieckiego. Polscy korespondenci ks. Albrechta 1525–1568; Archeion, t. 6/7 (1930), s. 106
- Od J. Kalwina, dat. w Genewie w grudniu 1555, wyd. w: "J. Calvini Opera... omnia", t. 15, Brunszwik 1876, Corpus Reformatorum, t. 43, s. 910
- Od Jana Wolfa, dat. 23 stycznia 1556, ogł. J. Krókowski Andrzej Trzecieski. Poeta-humanista i działacz reformacyjny, Warszawa 1954, s. 39
- Dokumenty, dot. głównie spraw pieniężnych, z lat 1559–1578, ogł. T. Wierzbowski Materiały do dziejów piśmiennictwa polskiego, t. 1, Warszawa 1900, (nie jest pewne, czy wszystkie dot. tego A. Trzecieskiego; zdaniem H. Łopacińskiego innego Trzecieskiego dot. deklaracja opłaconej kwarty z roku 1573)
- Umowa pieniężna z Janem Węzą (? Vanza), dat. w Krakowie 20 lutego 1568, ogł. J. Ptaśnik "Cracoviae impressorum XV et XVI saeculorum", Lwów 1922, Monumenta Poloniae Typographica, t. 1, s. 284–285, (zob. także: Wydania zbiorowe)

### Utwory o autorstwie niepewnym
- Pieśń o śmierci króla jego miłości starego, Sigmunda pierwszego, brak miejsca wydania, po 1 kwietnia 1548, (autorstwo przypuszczalne według Estreichera, kwestionowali je: J. Krókowski i S. Bąk; H. Barycz i H. Kapełuś przypisują utwór Stanisławowi Kleryce)
- Dialogus de coniugio Sigismundi Augusti, regis Poloniae iunioris, anno 1548 factus, wyd. z rękopisu T. Wierzbowski "Wiersze polityczne... z XVI wieku", Warszawa 1907, Biblioteka Zapomnianych Poetów i Prozaików XVI–XVIII w., zeszyt 24, (autorstwo utworu podpisanego krypt. A. T. zakwestionował T. Grabowski)
- Modlitwa powszednia do Trójce Świętej, Kraków 1549, drukarnia H. Wietor (z nutami); przedr.: w podobiźnie K.W. Wójcicki Biblioteka starożytna pisarzy polskich, t. 2, Warszawa 1843; wyd. 2 Warszawa 1854; M. Wiszniewski Historia literatury polskiej, t. 6, Kraków 1844, s. 433; A. Jocher Obraz bibliograficzno-historyczny literatury i nauk w Polsce, t. 3, Wilno 1857, s. 233, (autorstwo według: K.W. Wójcickiego i H. Łopacińskiego; według Estriechera bardzo możliwe)
- Pieśń Augustyna i Ambrożego, biskupów świętych. Te Deum laudamus po polsku, brak miejsca wydania (po roku 1550), drukarnia Łazarz Andrysowic; inne wyd. w lub po roku 1557, drukarnia M. Siebeneicher; tekst Łazarzowy przedr. M. Bobowski "Polskie pieśni katolickie od najdawniejszych czasów do końca XVI wieku", Rozprawa AU Wydz. Filologiczny, t. 19 (1893), (autorstwo Trzecieskiego możliwe według M. Bobowskiego)
- Wyznanie wiary krześcijańskiej, wyd. przy: Oratio Dominica. To jest Modlitwa Pańska... A k niej jest przydane Wyznanie wiary krześcijańskiej, brak miejsca i roku wydania: prawdopodobnie Kraków około 1556, 2 odmienne edycje z nutami Cypriana Bazylika, (według S. Bąka autorstwo A. Trzecieskiego zupełnie możliwe)
- Pieśń przy pogrzebie człowieka krześcijańskiego. Przyłożon też jest Psalm pierwszy..., Kraków (około 1556), drukarnia Łazarz Andrysowic (z nutami Wacława z Szamotuł); inne wyd.: Kraków brak roku wydania, drukarnia M. Siebeneicher, (egzemplarze zob. Przekłady: Psalm pierwszy:... Błogosławiony człowiek, co się tak sprawuje)
- In senatulum lovicensem, cui praefuit Aloisius Luppomanuus, legatus Antichristi Romani, brak miejsca wydania 1556, (podpisane: Alitophilus Calliander Sarmata; autorstwo Trzecieskiego możliwe według Estreichera; wątpliwe według J. Krókowskiego)
- In Petri Roizii Maurei Chiliastichon pro Lipomano scriptum, brak miejsca wydania 1557, wyd. następne w: Contra Chiliastichon...; przedr. według edycji 1558 M. Pełczyński "Studia macaronica. Stanisław Orzelski na tle poezji makaronicznej w Polsce", Poznań 1960, Poznańskie Towarzystwo Przyjaciół Nauk, Wydział Filologiczno-Filozoficzny, t. 20, zeszyt 1; unikat; Biblioteka PAN w Krakowie, sygn. Cim. 2084, (utwór podpisany pseud.: Eusebius Eleuteropolita; autorstwo według Estreichera, kwestionowali je: A. Brückner, J. Krókowski i M. Pełczyński)
- Pieśń o żywocie krześciańskim. Druga pieśń i prośba, aby Pan Bog nas przy słowie swym świętym raczył zachować. K temu przydane jest Da pacem Domine..., wyd.: zobacz Twórczość, (autorstwo według H. Łopacińskiego i Estreichera; według S. Bąka forma utworu nie przemawia za autorstwem A. Trzecieskiego)
- Contra Chiliastichon pro Lipomanno scriptum, (Królewiec?) 1558, fragmenty przedr. M. Pełczyński "Studia macaronica. Stanisław Orzelski na tle poezji makaronicznej w Polsce", Poznań 1960, Poznańskie Towarzystwo Przyjaciół Nauk, Wydział Filologiczno-Filozoficzny, t. 20, zeszyt 1, (utwór podpisany pseud.: P.C. Sarmata; autorstwo według Estreichera, kwestionowali je: A. Brückner, J. Krókowski i M. Pełczyński)
- Modlitwa krociuchna ku Panu Bogu, byśmy w powinności krześciańskiej żyli, Kraków 1558, drukarnia M. Siebeneicher; z nutami, według A. Gryczowej przypuszczalnie Cypriana Bazylika, (tekst z akrostychem: Reina Filipowska, co według G. Korbuta i J. Reissa może wskazywać autorkę; przeczyli temu: P. Chmielowski i A. Brückner; autorstwo przypuszczalne A. Trzecieskiego według A. Gryczowej)
- Pasquillus redivivus de Papa et eius legatis in Poloniam missis, według A. Brücknera powst. 1559, wyd. z rękopisów T. Wierzbowski "Wiersze polityczne... z XVI wieku", Warszawa 1907, Biblioteka Zapomnianych Poetów i Prozaików XVI–XVIII w., zeszyt 24, (autorstwo utworu według A. Brücknera)
- Modlitwa Pańska albo pacierz..., powst. przed rokiem 1563, wyd. w: Katechizm..., Nieśwież 1565, drukarnia Daniel z Łęczycy; także M. Wirzbięta w: Cantional albo Pieśni duchowne..., Kraków 1589; przedr. S. Dobrzycki "Ze studiów nad Kochanowskim", Poznańskie Towarzystwo Przyjaciół Nauk, Prace Komisji Filologicznej, t. 4 (1930) i odb., Poznań 1929, (autorstwo utworu według S. Dobrzyckiego).